# Misis
Per la ciutat de Misis a Turquia, vegeu Yakapinar
Els misis (en llatí mysi, en grec antic Μυσοί) foren un poble de Mísia, una regió situada a l'Àsia Menor.
La primera menció dels misis es troba a la Ilíada, on Homer diu que eren un poble aliat amb Troia i que van combatre a la Guerra de Troia sota el comandament d'Ènnom i Cromis. Eren "llancers amb cor de lleó" i combatien amb les seves pròpies mans.
Heròdot diu que els misis eren del mateix grup que els lidis i els caris, i que havien colonitzat Lídia, la seva pròpia terra i, per tant, tenien dret de participar en el culte, al costat de les altres nacions, al santuari de Zeus Cari a Milasa. També parla d'una migració de misis i pobles associats des d¡Àsia cap a Europa molt de temps abans de la Guerra de Troia, quan els missis i els teucres van creuar el Bòsfor, van conquerir Tràcia i van arribar fins a la mar Jònica. I encara afegeix una descripció de l'armament dels missis que formaven part de l'exèrcit del rei Darios el Gran que consistia en un elm, un petit escut i una javelina.
Estrabó diu que segons les seves fonts, els misis, d'acord amb la seva religió, s'abstenien de menjar éssers vius, inclosos els seus ramats, dels que aprofitaven la llet i feien formatges. Cita a l'historiador Xant de Sardes que explicava que el nom del poble dels misis tenia el seu origen en la paraula que els lidis utilitzaven per designar l'arbre anomenat Fagus.
En temps de l'emigració eòlia a l'Àsia Menor el misis van formar un regne sota el rei Teutrant (Regne de Teutrània) que va durar poc temps, però el districte que ocupava va conservar el nom. Ja abans de la dominació dels perses el poble s'havia començar a hel·lenitzar, procés que no es va aturar. Van formar el nucli del regne de Pèrgam i el 133 aC va passar a Roma dins la província romana d'Àsia de suposat origen traci europeu. Sembla que la seva llengua, semblant a la dels lidis, podria formar part del grup de llengües anatòliques.